# Муми-тролль и комета (мультфильм, 1978)
«Муми-тролль и комета» — советский кукольный мультфильм 1978 года, снятый режиссёром Ниной Шориной по мотивам повести Туве Марики Янссон «Муми-тролль и комета». Второй из трёх мультфильмов популярной серии мультфильмов «Муми-тролли».
О том как Муми-тролль, Снифф и Снусмумрик отправились на Одинокие горы в обсерваторию, так как они захотели узнать, когда на Землю упадёт комета.

## Съёмочная группа
- Автор сценария — Людмила Петрушевская (под псевдонимом «А. Алтаев»)
- Режиссёр — Нина Шорина
- Художник-постановщик — Людмила Танасенко
- Оператор — Леонард Кольвинковский
- Композитор — Алексей Рыбников
- Звукооператор — Нелли Кудрина
- Художники-мультипликаторы: Алла Гришко, Владимир Кадухин, Александр Дегтярёв
- Ассистенты: Наталья Оранская, Елена Зеленина, Александр Туревич
- Монтажёр — Марина Трусова
- Редактор — Валерия Коновалова
- Директор фильма — Владимир Фомин

## Роли озвучивали
- Ольга Гобзева — Снифф, Муми-мама (одна фраза)
- Зиновий Гердт — читает текст / Муми-тролль / Муми-папа / Ондатр / Снусмумрик / Хемули / астроном

## Релизы на DVD
В 2004 году был выпущен мультсборник «Были и небылицы» на DVD. Дистрибьютор: «Крупный план». В мультсборник входили: «Муми-тролль и комета», «Семь дней с Морси».